# The Modern Dance
The Modern Dance je debutové studiové album americké rockové skupiny Pere Ubu, původně vydané v roce 1978 pod značkou Blank Records.

## Seznam skladeb
| Strana 1 | Strana 1           | Strana 1 | Strana 1 |
| Pořadí   | Název              | Autor    | Délka    |
| -------- | ------------------ | -------- | -------- |
| 1.       | Non-Alignment Pact | Pere Ubu | 3:18     |
| 2.       | The Modern Dance   | Pere Ubu | 3:28     |
| 3.       | Laughing           | Pere Ubu | 4:35     |
| 4.       | Street Waves       | Pere Ubu | 3:04     |
| 5.       | Chinese Radiation  | Pere Ubu | 3:27     |

| Strana 2       | Strana 2            | Strana 2       | Strana 2 |
| Pořadí         | Název               | Autor          | Délka    |
| -------------- | ------------------- | -------------- | -------- |
| 1.             | Life Stinks         | Peter Laughner | 1:52     |
| 2.             | Real World          | Pere Ubu       | 3:59     |
| 3.             | Over My Head        | Pere Ubu       | 3:48     |
| 4.             | Sentimental Journey | Pere Ubu       | 6:05     |
| 5.             | Humor Me            | Pere Ubu       | 2:44     |
| Celková délka: | Celková délka:      | Celková délka: | 36:20    |

## Obsazení
- David Thomas – zpěv, musette, perkuse
- Tom Herman – kytara, doprovodný zpěv
- Allen Ravenstine – syntezátor, saxofon
- Tony Maimone – baskytara, klavír, doprovodný zpěv
- Scott Krauss – bicí

## Vydání
| Rok  | Místo   | Formát | Vydavatelství |
| ---- | ------- | ------ | ------------- |
| 1978 | USA     | LP     | Blank         |
| 1981 | UK      | LP     | Rough Trade   |
| 1988 | UK      | LP     | Fontana       |
| 1988 | Německo | CD     | Fontana       |
| 1998 | UK      | CD     | Cooking Vinyl |
| 1998 | USA     | CD     | DGC           |
| 1999 | Itálie  | LP     | Get Back      |
| 2006 | Evropa  | CD     | Silverline    |
| 2007 | USA     | LP     | Blank         |
| 2008 | UK      | CD     | Cooking Vinyl |